# Rhynchomicropteron dudichi
Rhynchomicropteron dudichi är en tvåvingeart som beskrevs av Papp 1982. Rhynchomicropteron dudichi ingår i släktet Rhynchomicropteron och familjen puckelflugor. Inga underarter finns listade i Catalogue of Life.